# KK Świecie
Klub Koszykarski Świecie (KK Świecie) – koszykarski klub sportowy istniejący od 1997 r. występujący w Polskiej Lidze Koszykówki w latach 2005–2008 pod nazwą Polpak Świecie.
W lipcu 2008 ze sponsorowania klubu wycofał się sponsor tytularny Polpak-Karton z Poledna koło Świecia, a drużynę seniorów rozwiązano. Spadkobiercą i sukcesorem stał się Klub Koszykówki Świecie, który przejął drużyny młodzieżowe oraz wystawił drużynę seniorską do rozgrywek sezonu 2008/2009 III ligi kujawsko-pomorskiej. Sezon 2009/2010 KK Świecie zakończył awansem do rozgrywek II ligi, gdzie rozegrał dwa sezony. W sezonie 2012/2013 grał w III lidze kujawsko-pomorskiej.
KK Świecie prowadzi drużynę kadetów, młodzików oraz młodzików młodszych.

## Klub Koszykówki Świecie
- Barwy klubu: żółto-zielone
- Adres: ul. Sienkiewicza 3, 86-100 Świecie

### Sukcesy
- Mistrzostwo 1 ligi w sezonie 2004/05
- Półfinał Pucharu Polski w sezonie 2005/06
- 4 miejsce w rozgrywkach PLK w sezonie 2005/06 (jako beniaminek)
- 6 miejsce w rozgrywkach PLK w sezonie 2006/2007
- 4 miejsce w rozgrywkach PLK w sezonie 2007/2008
- Mistrzostwo III ligi kujawsko-pomorskiej w sezonie 2008/2009
- Awans do II ligi w sezonie 2009/2010
- Awans do fazy play-off II ligi w sezonie 2011/2012

### Nazwy
- LZS Strażak Przechowo (dzielnica Świecia)
- Klub Sportowy Polpak Świecie
- Klub Koszykówki Świecie

## Nagrody i wyróżnienia
n.w. – powołany, nie wystąpił z powodu kontuzji

### PLK
| Największy Postęp PLK - Paweł Kikowski (2008) Najlepszy Młody Zawodnik PLK - Paweł Kikowski (2008) I skład PLK - Rick Apodaca (2006) - Bobby Dixon (2008) - Eric Hicks (2008) Uczestnicy konkursu wsadów PLK - Łukasz Wiśniewski (2006) | Uczestnicy meczu gwiazd - Steve Thomas (2006) - Krzysztof Szubarga (2006) - Harding Nana (2007) - Robert Skibniewski (2007) - Eric Hicks (2008) - Paweł Kikowski (2008) - Bobby Dixon (2008 – n.w.) |

### I liga
I skład I ligi
- Jarosław Kalinowski (2005)

## Hala
- Hala Widowiskowo-Sportowa w Świeciu
  - ul. Sienkiewicza 3
  - 86-100 Świecie
  - Pojemność: ok. 1800 widzów
  - http://www.halawswieciu.pl

## Władze klubu
- Prezes:  Edyta Skwiercz

## Obcokrajowcy
Stan na 6 września 2020.

- Mike Dean  (2005)
- Brent Bailey  (2005)
- Ivan Kuburović  (2005)
- Darius Rice  (2005)
- Augustinas Vitas  (2005)
- Steve Thomas  (2005–2007)
- Rick Apodaca  (2005–2006)
- Jerome Beasley  (2005–2006)¹
- Žygimantas Jonušas  (2005–2006)
- Andrius Lepinaitis  (2005–2006)
- Damian McSwine  (2006)
- Tim Parham  (2006)
- Dzenan Rahimic  (2006)
- Edmunds Valeiko  (2006)
- Donald Williams  (2006)
- Jermaine Anderson  (2006/2007)
- Jermaine Bucknor  (2006/2007)
- Howard Frier  (2006/2007)
- Hernol Hall  (2006/2007)
- Kevin Hamilton  (2006/2007)
- David Moss  (2006/2007)
- Harding Nana  (2006/2007)
- Srdjan Jovanović  (2007)
- Mujo Tuljković  (2007)
- Jared Newson  (2007)
- Nenad Stefanović  (2007)
- Seid Hajrić  (2007/2008)
- Marko Brkić  (2007/2008)
- Bobby Dixon  (2007/2008)
- Chris Garner  (2007/2008)
- Dion Harris  (2007/2008)
- Eric Hicks  (2007/2008)
- Nikola Lepojević  (2007/2008)
- Nenad Sulović  (2007/2008)
- Vladimir Tica  (2007/2008)

¹ – zawodnik z wcześniejszym doświadczeniem w NBA

## Składy

### Zawodnicy trzecioligowej drużyny seniorów w sezonie 2013/2014
- Sławomir Bąk, Tomasz Herman, Krzysztof Kowalski, Marcin Wojtasiński, Patryk Klein, Karol Klein, Dawid Jeszke, Paweł Pawlicki, Dominik Stosik, Adam Domżalski, Szymon Biesalski, Adam Jarmuszewski
- Trener: Andrzej Struski

#### Wychowankowie, mający za sobą najwięcej występów na szczeblu centralnym w barwach POLPAKU i KK Świecie
- Tomasz Herman – 115 spotkań
- Adam Głowala – 106 spotkań
- Arkadiusz Sondej – 55 spotkań
- Andrzej Struski – 28 spotkań
- Karol Michałek – 17 spotkań
- Patryk Gerke – 55 spotkań
- Bartosz Wysocki – 9 spotkań